# 內射維度、投射維度與同調維度
投射維度、內射維度與同調維度（又稱整體維度）是交換代數中考慮的重要不變量。

## 定義
以下設 {\displaystyle A} 為交換環，而 {\displaystyle M} 為 {\displaystyle A}-模。
{\displaystyle M} 的內射維度 {\displaystyle \mathrm {id} _{A}(M)} 定義為其內射分解的最短長度（當 {\displaystyle M=(0)} 時置 {\displaystyle \mathrm {id} _{A}(0)=-\infty }）。投射維度 {\displaystyle \mathrm {pd} _{A}(M)} 則定義為其投射分解的最短長度。
利用同調代數的工具，可以進一步得到下述刻劃：
命題一. 設 {\displaystyle n\geq 0} 為整數，下述條件等價：
- {\displaystyle \mathrm {id} _{A}(M)\leq n}。
- 對所有 {\displaystyle A}-模 {\displaystyle N}，有 {\displaystyle i>n\Rightarrow \mathrm {Ext} _{A}^{i}(N,M)=0}。
- 對所有理想 {\displaystyle I\subset A}，有 {\displaystyle \mathrm {Ext} _{A}^{n+1}(A/I,M)=0}。
- 對所有正合序列 {\displaystyle 0\to M\to I^{0}\to \cdots \to I^{n-1}\to Q\to 0}，若每個 {\displaystyle I} 都是內射模，則 {\displaystyle Q} 也是內射模。

命題二. 設 {\displaystyle n\geq 0} 為整數，下述條件等價：
- {\displaystyle \mathrm {pd} _{A}(M)\leq n}。
- 對所有 {\displaystyle A}-模 {\displaystyle N}，有 {\displaystyle i>n\Rightarrow \mathrm {Ext} _{A}^{i}(M,N)=0}。
- 對所有正合序列 {\displaystyle 0\to K\to P_{n-1}\to \cdots \to P_{0}\to M\to 0}，若每個 {\displaystyle P} 都是投射模，則 {\displaystyle K} 也是投射模。

當 {\displaystyle A} 為諾特環而 {\displaystyle M} 為有限生成 {\displaystyle A}-模時，上述條件更等價於
- 對所有極大理想 {\displaystyle {\mathfrak {m}}\subset A}，有 {\displaystyle \mathrm {Ext} _{A}^{n+1}(M,A/{\mathfrak {m}})=0}
- 對所有極大理想 {\displaystyle {\mathfrak {m}}\subset A}，有 {\displaystyle \mathrm {Tor} _{n+1}^{A}(M,A/{\mathfrak {m}})=0}

由此可定義環 {\displaystyle A} 的同調維度 {\displaystyle \mathrm {hd} (A)}為：
- {\displaystyle \sup _{M}\;\mathrm {pd} _{A}(M)}
- {\displaystyle \sup _{M}\;\mathrm {id} _{A}(M)}
- 存在 {\displaystyle A}-模 {\displaystyle M,N} 使得 {\displaystyle \mathrm {Ext} _{A}^{n}(M,N)\neq 0} 的最大整數 {\displaystyle n}（可能是無窮大）。

## 性質
內射維度、投射維度與同調維度對局部化有下述關係：
{\displaystyle \mathrm {id} _{A}(M)=\sup _{\mathfrak {p}}\;\mathrm {id} _{A_{\mathfrak {p}}}(M_{\mathfrak {p}})}
{\displaystyle \mathrm {pd} _{A}(M)=\sup _{\mathfrak {p}}\;\mathrm {pd} _{A_{\mathfrak {p}}}(M_{\mathfrak {p}})}
其中的 {\displaystyle {\mathfrak {p}}} 取遍 {\displaystyle A} 的所有素理想（或極大理想），而投射維度給出 {\displaystyle \mathrm {Spec} A\to \mathbb {Z} \cup \{\pm \infty \}} 的上半連續函數。事實上，僅須考慮 {\displaystyle M} 的支撐集中的素理想。
由此立刻得到 {\displaystyle \mathrm {hd} (A)=\sup _{\mathfrak {p}}\;\mathrm {hd} (A)}。
此外，它們與模的深度也有密切的關係，例如：
定理 （Auslander-Buchsbaum）：設 {\displaystyle A} 為局部諾特環，{\displaystyle M} 為有限生成 {\displaystyle A}-模，而且其投射維度有限，則
{\displaystyle \mathrm {pd} _{A}(M)+\mathrm {depth} _{A}(M)=\mathrm {depth} (A)}
定理：設 {\displaystyle A} 為局部諾特環，{\displaystyle M} 為有限生成 {\displaystyle A}-模，而且其內射維度有限，則
{\displaystyle \mathrm {id} _{A}(M)=\mathrm {depth} (A)}
最後，同調維度為正則局部環給出了一個完全內在的刻劃：
定理（Serre）：一個局部諾特環 {\displaystyle A} 是正則局部環的充要條件是 {\displaystyle \mathrm {hd} (A)<+\infty }，此時 {\displaystyle \mathrm {hd} (A)=\dim A}。

## 文獻
- N. Bourbaki, Algèbre commutative, chapitre 10 (1998), Masson. ISBN 3-540-34394-6